# 史福義
史福義（；1942年12月17日—1969年12月18日），又寫作蘇福義，是印度尼西亚的一位民運人士，曾反對前總統蘇卡諾及蘇哈托的獨裁統治。